# Albert de Gondi, duc de Retz

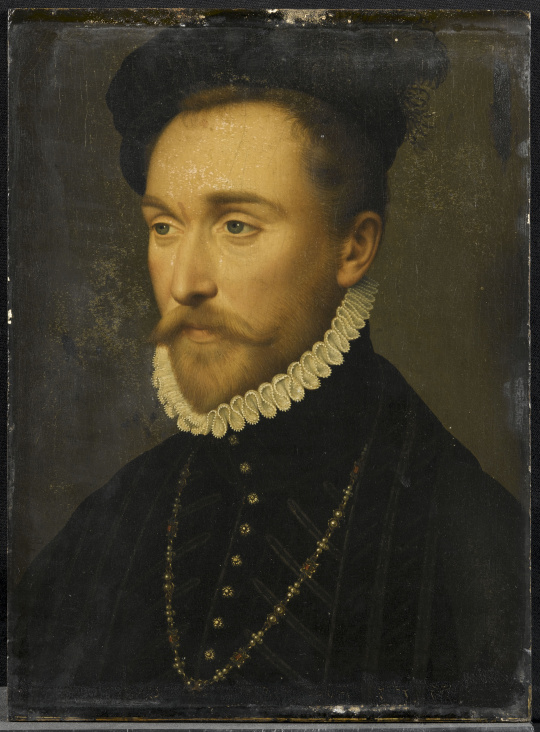
Albert de Gondi

Albert de Gondi, duc de Retz (* 4. November 1522 in Florenz; † 12. April 1602 in Paris) war ein französischer Heerführer.

## Leben
Albert de Gondi war er älteste der drei Söhne des florentinischen Händlers und Bankiers Guidobaldo oder Antoine de Gondi (1486–1560), der sich zunächst in Lyon niederließ und gemeinsam mit seiner Frau dank der Gunst der 1533 mit Heinrich von Orléans, dem künftigen Heinrich II. vermählten Katharina von Medici 1547 Aufnahme bei Hofe fand. Dort nahm Guidobaldo das Amt des maître d’hôtel oder Haushofmeisters des jungen Herzogs von Anjou, des späteren Heinrichs III. von Frankreich ein.
Albert de Gondi erwarb im Jahr 1565 durch seine Heirat mit Claude Catherine de Clermont, verwitwete Baronin von Retz, die Baronie Retz (ausgesprochen Rè), welche 1581 zum Herzogtum erhoben wurde. In dessen Jahren war er Premier Gentilhomme de la Chambre du Roi. Er zeichnete sich in mehreren Kriegen aus, wurde 1573 zum Marschall von Frankreich ernannt und übte unter Heinrich III. großen Einfluss aus. Später ergriff er die Partei Heinrichs IV.
Seine jüngeren Brüder waren der Bischof und Kardinal Pierre de Gondi und der Galeerengeneral Charles de Gondi. Der Kardinal Jean-François Paul de Gondi, genannt „Kardinal von Retz“, war sein Großneffe.

## Nachkommen

Wappen Albert de Gondis als Herzog von Retz

- Henri de Gondi (1572–1622), Bischof von Paris und erster Kardinal von Retz
- Philippe Emmanuel de Gondi (1581–1662), Galeerengeneral
- Jean-François de Gondi (1584–1654), Bischof von Paris in der Nachfolge seines Bruders Henri und erster Erzbischof von Paris